# 黒部平駅
黒部平駅（くろべだいらえき）は、富山県中新川郡立山町にある立山黒部貫光黒部ケーブルカー（鋼索線）の鉄道駅および同社立山ロープウェイの索道駅。

## 概要
標高1,828 mに位置し、ケーブルカー並びに鉄道事業法に基づく営業路線（索道を除く）の駅としては、日本一標高が高い場所にある駅である。ただし1996年から2024年までは、立山トンネルトロリーバスが鉄道路線の扱いであったため、同線の室堂駅（標高2,450 m）が日本一となっていた。 
立山黒部アルペンルートの途中に位置し、黒部平庭園と呼ばれる優れた景観を持った庭園の中に駅が置かれている。駅舎は2階建てで、土産品店やレストランも併設されている。
黒部平駅からはタンボ平のU字谷へ出ることができ、上部はナナカマド、下部のモレーンにはブナ純林が見られ、秋には紅葉を楽しめる。
- 構造：RC造地上三階、地下一階
- 設計：吉阪隆正
- 構造：馬場設計事務所
- 施工：間組

## 歴史
- 1965年（昭和40年）11月2日：着工[1]。
- 1969年（昭和44年）7月20日：黒部ケーブルカーの黒部御前駅として開設[1]。
- 1970年（昭和45年）7月25日：立山ロープウェイ開業[2]。この年に黒部平駅と改称。
- 1978年（昭和53年）4月25日：駅舎改良工事竣功[3]。
- 2018年（平成30年）：ホームに折戸式の可動柵が設置される（2017年（平成29年）10月中旬から約1か月かけて整備、2018年4月15日より稼働開始）。ケーブルカー駅としては日本初[4]。

## 隣の駅
立山黒部貫光
鋼索線（黒部ケーブルカー）
黒部平駅 - 黒部湖駅
立山ロ一プウェイ
大観峰駅 - 黒部平駅

## ギャラリー

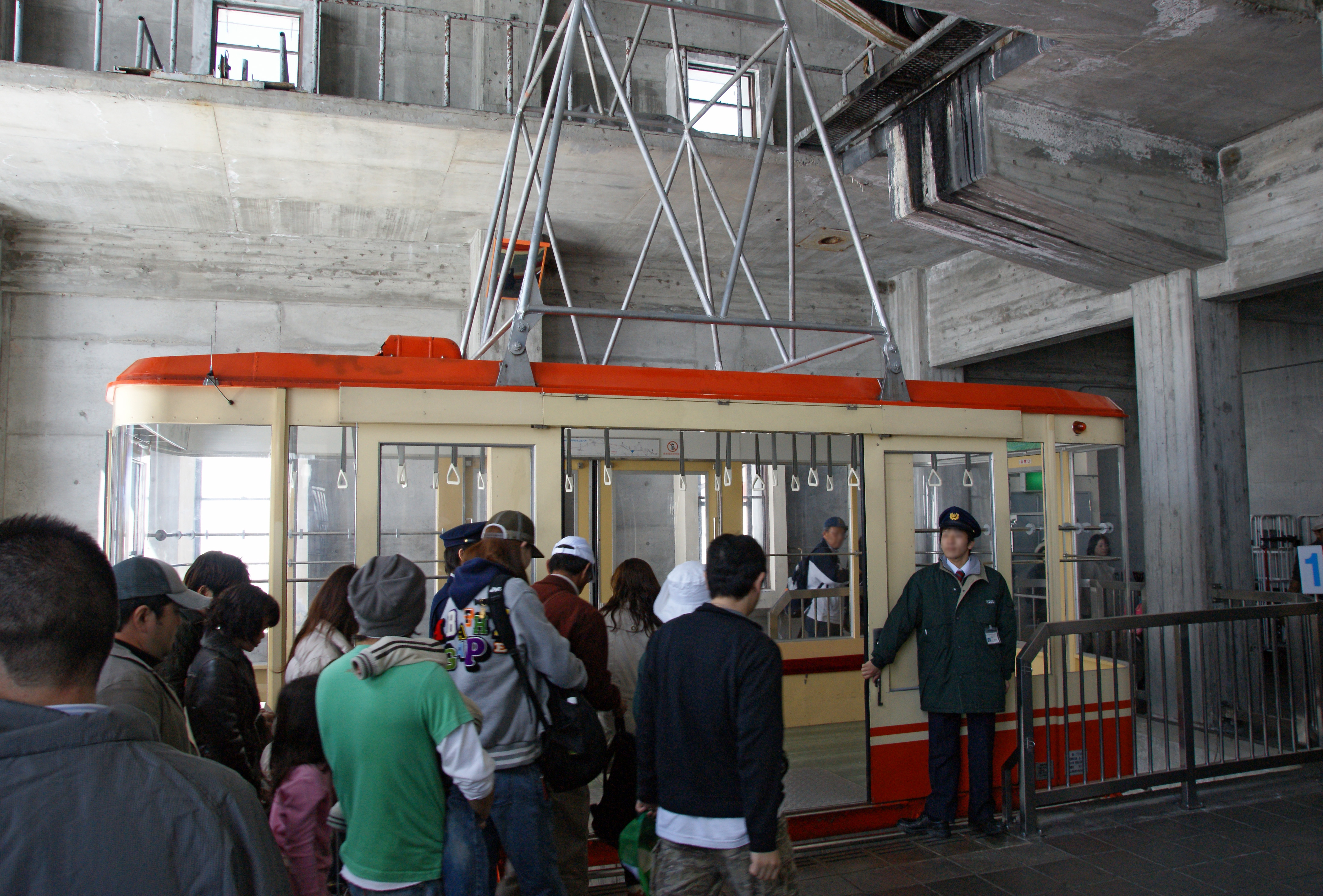
立山ロープウェイ 黒部平駅
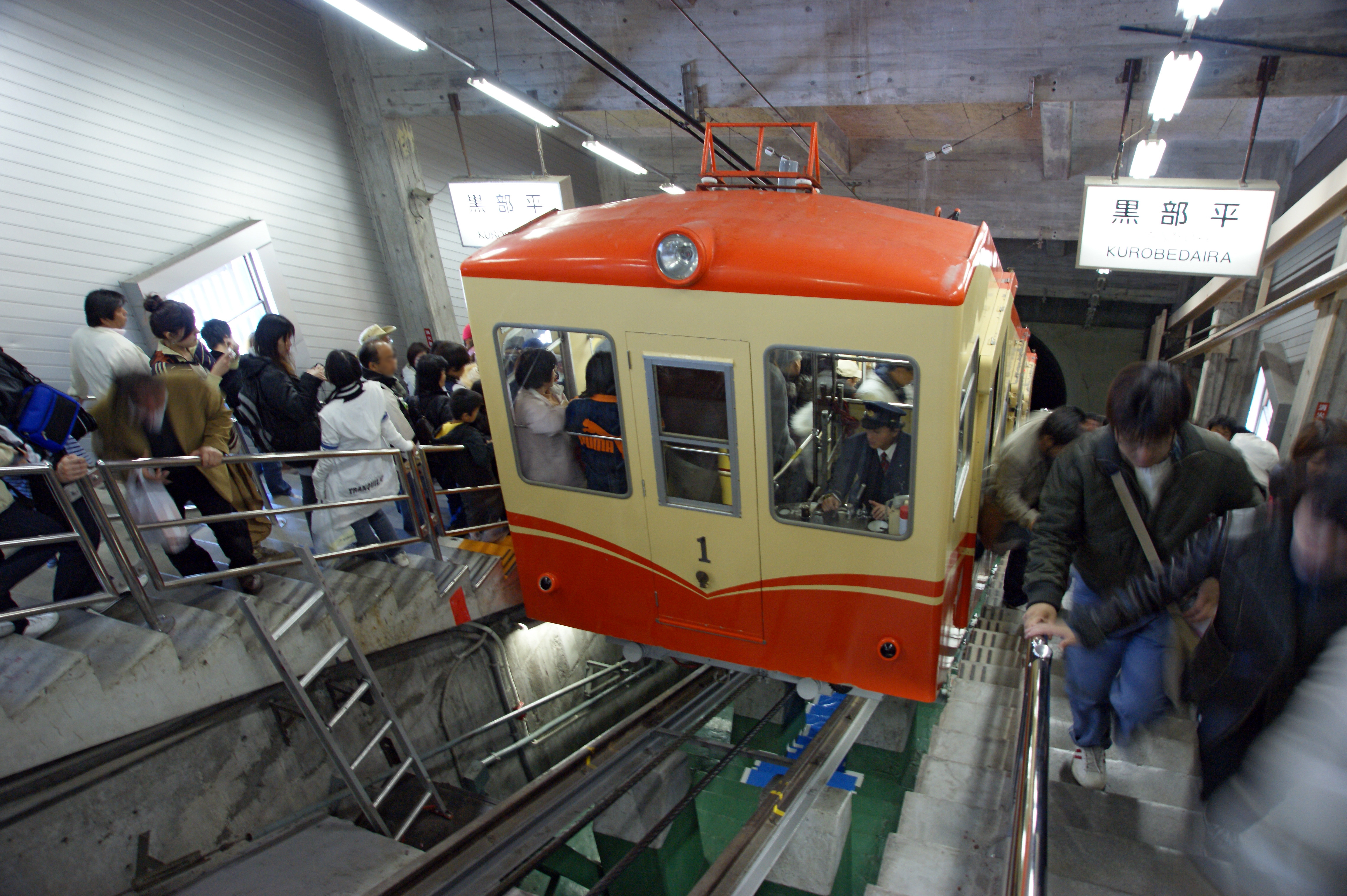
黒部ケーブルカー 黒部平駅
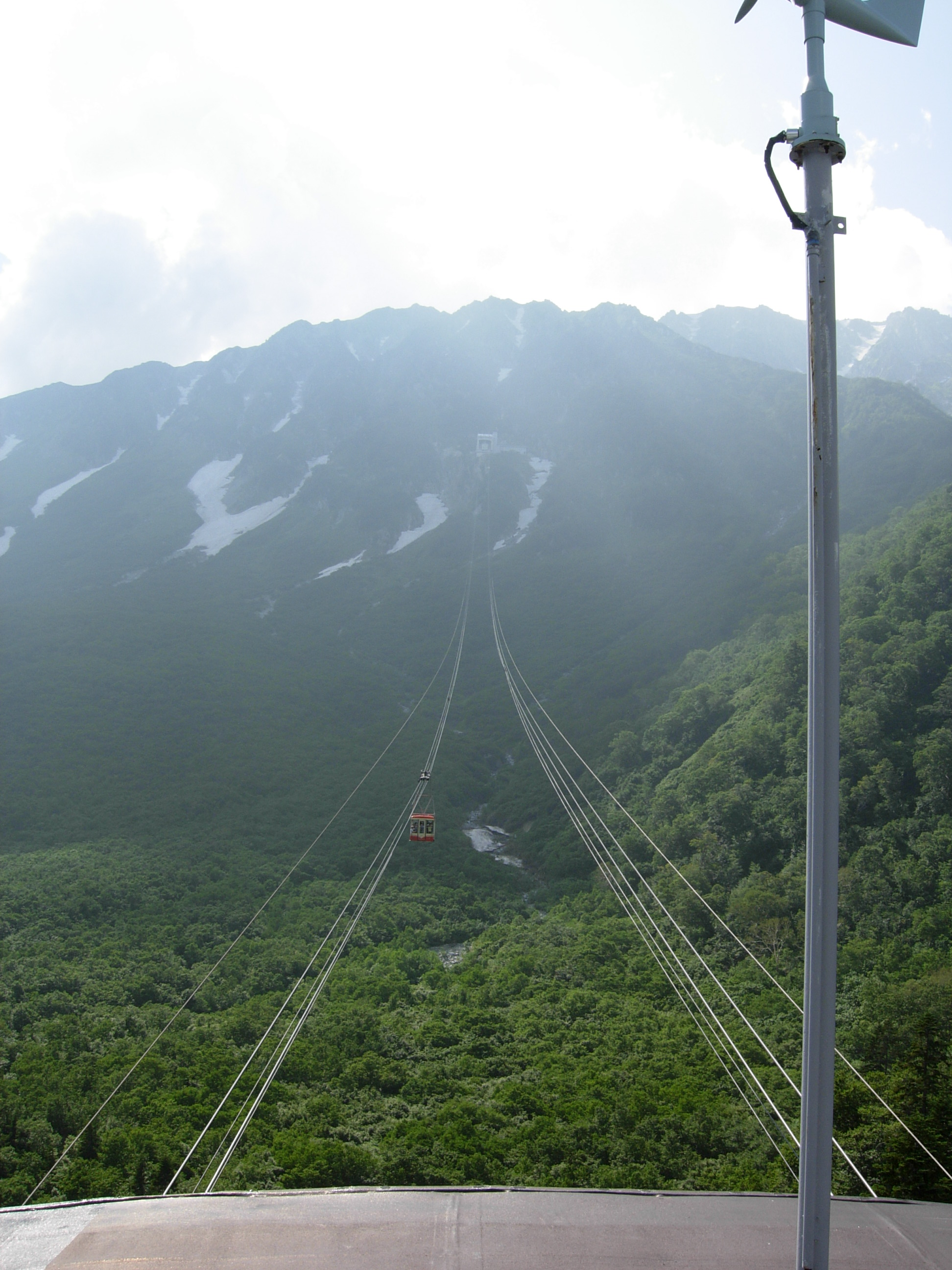
駅舎屋上より大観峰駅を望む
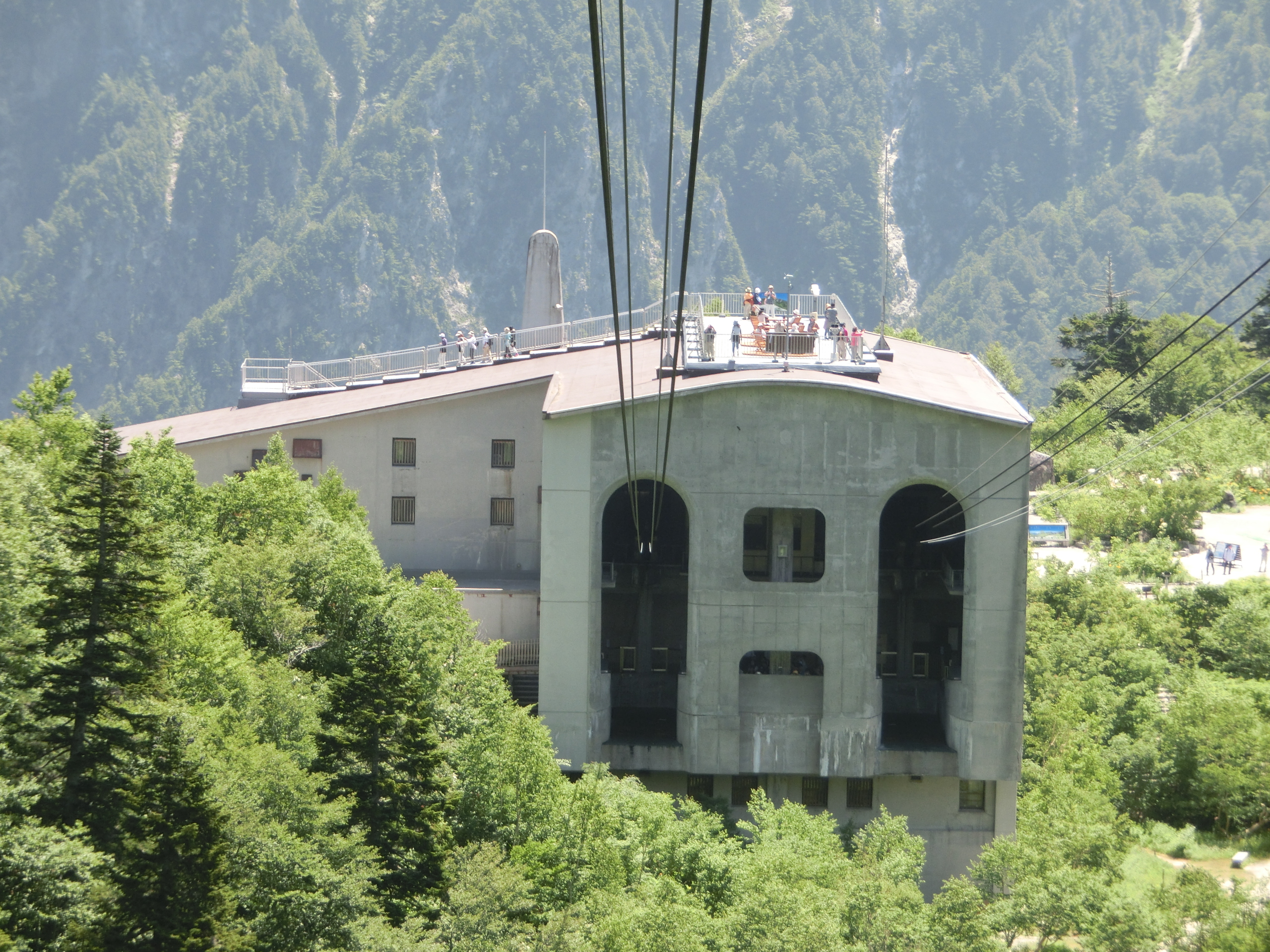
ロープウェイから望む黒部平駅
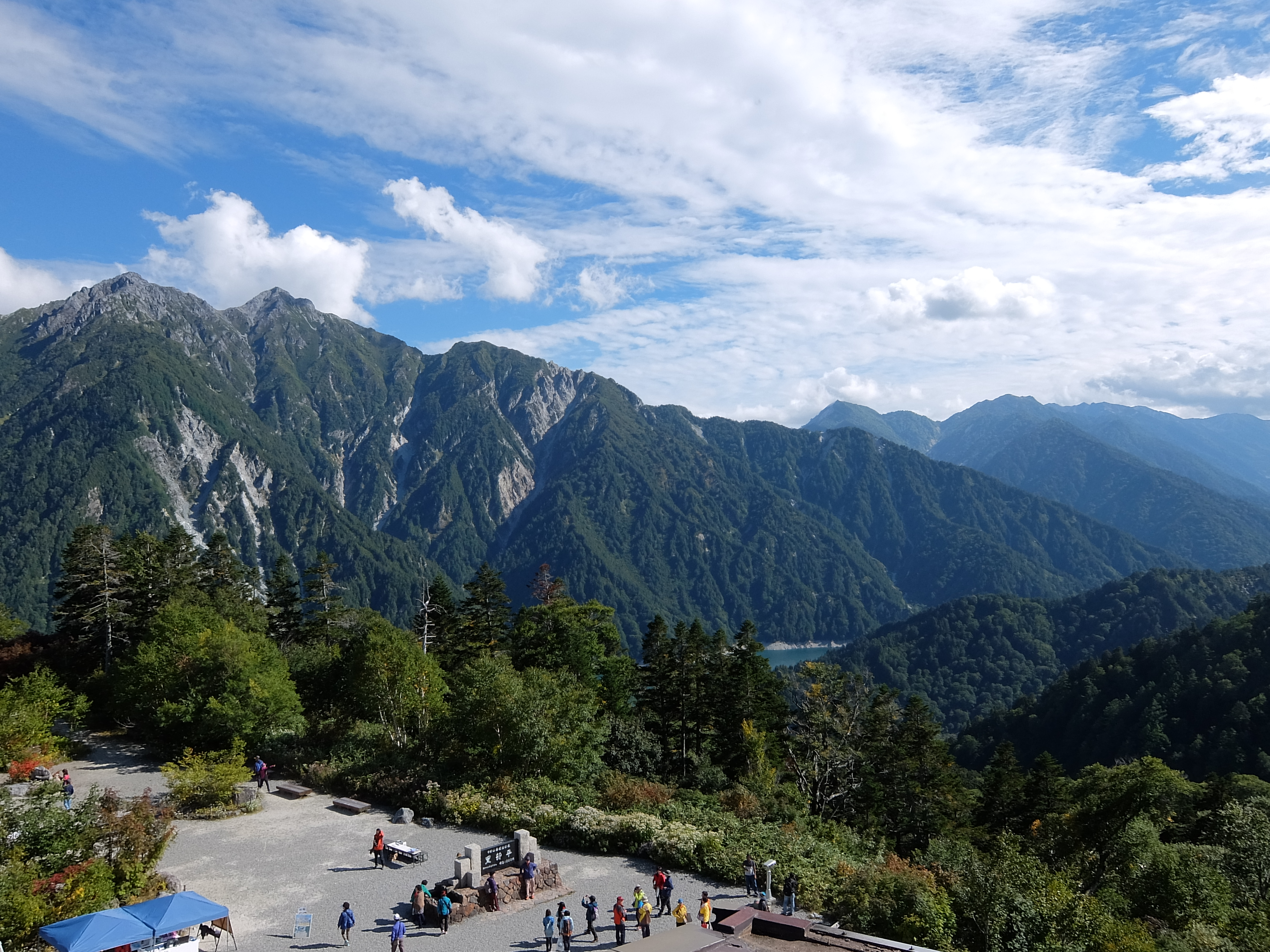
黒部平駅 駅舎からの展望
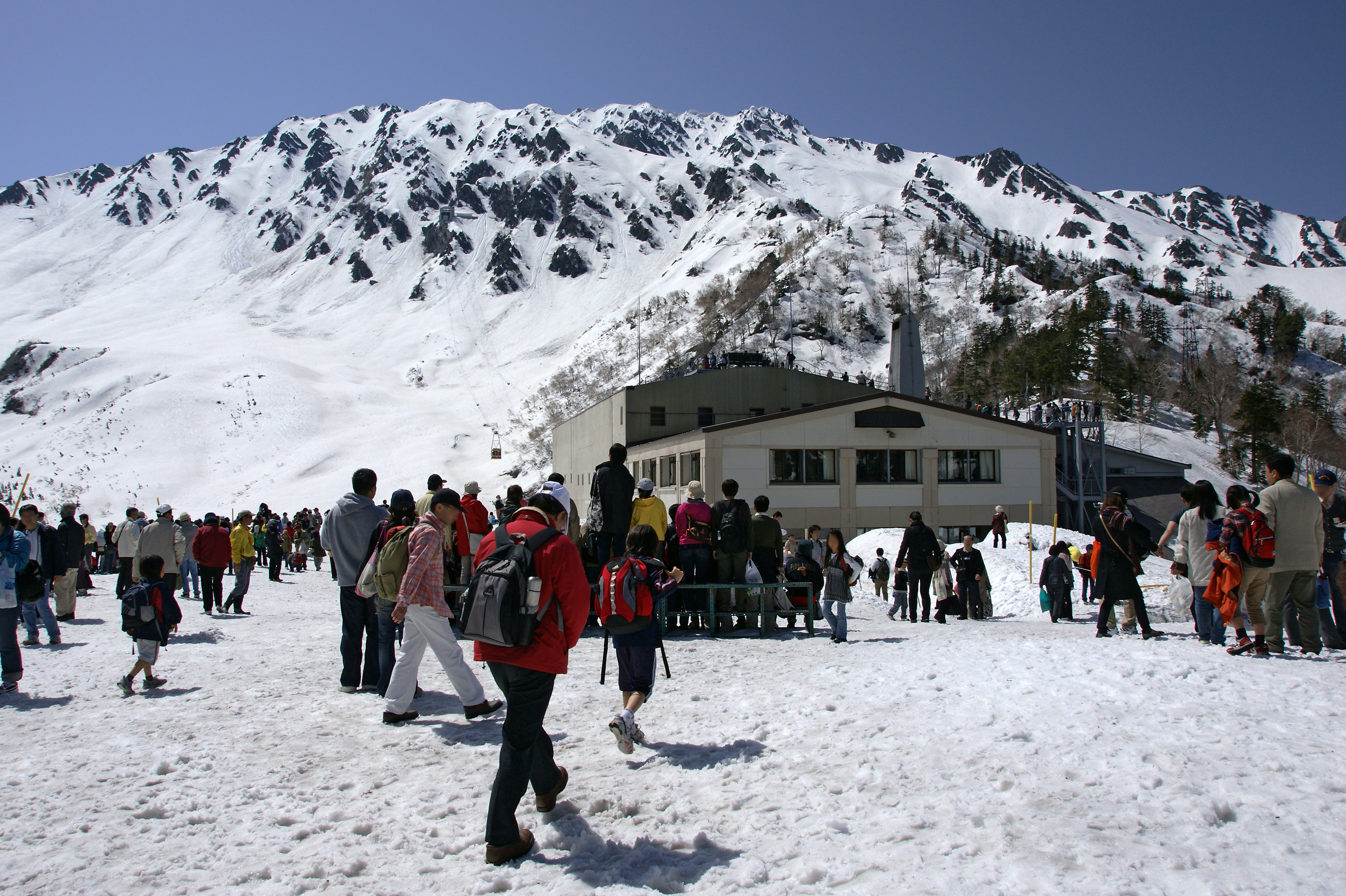
雪の残る駅舎、背後は立山頂上部